# 도치기현 제2구
도치기현 제2구(일본어: 栃木県第2区)는 일본의 중의원 선거구이다. 1994년 일본 공직선거법이 개정되면서 신설되었다.

## 지역
- 우쓰노미야시 (구 가미카와치정·가와치정)
- 가누마시
- 닛코시
- 사쿠라시
- 도치기시 (구 니시카타정)
- 시오야군

## 역대 국회의원
- 니시카와 고야 (소속 정당: 자유민주당, 임기: 1996년 ~ 2003년)
- 모리야마 마유미 (소속 정당: 자유민주당, 임기: 2003년 ~ 2009년)
- 후쿠다 아키오 (소속 정당: 민주당, 임기: 2009년 ~ 2012년)
- 니시카와 고야 (소속 정당: 자유민주당, 임기: 2012년 ~ 2014년)
- 후쿠다 아키오 (소속 정당: 민주당(2014년 ~ 2016년) → 민진당(2016년 ~ 2017년) → 무소속(2017년 ~ 현재), 임기: 2014년 ~ 현재)